# Mondli Cele
Mondli Cele (* 19. März 1989 in Durban; † 16. Januar 2016 in Pietermaritzburg) war ein südafrikanischer Fußballspieler.

## Sportlicher Werdegang
Cele spielte zunächst im unterklassigen Ligabereich. 2012 wechselte er zum Zweitligisten Gamalakhe United. Dort fiel er 2014 bei einer Fernsehübertragung eines Pokalspiels im Nedbank Cup dem Trainerassistenten von Maritzburg United auf, dem er sich anschließend im Sommer des Jahres anschloss. Nach knapp einem halben Jahr in der Premier Soccer League erhielt der Mittelfeldspieler seine erste Berufung von Nationaltrainer Ephraim Mashaba in die südafrikanische Nationalmannschaft und gehörte als Überraschung zum 34 Spieler starken provisorischen Kader der Auswahlmannschaft für die Afrikameisterschaft 2015. Letztlich gehörte er jedoch nicht zu den ausgewählten 23 Spielern, die nach Äquatorialguinea reisten.
Am 16. Januar 2016 war er im Anschluss an ein Spiel gegen die Orlando Pirates, bei dem er noch ein Tor erzielt hatte, in einen Verkehrsunfall verwickelt und erlag seinen Verletzungen. Als Reaktion sagte Fikile Mbalula, Sportminister des Landes, dass der Vorfall als Erinnerung im Kampf gegen das häufige Blutvergießen im Straßenverkehr dienen solle.